# Thomas Berbner
Thomas Berbner (* 1965 in Heppenheim) ist ein deutscher Fernsehjournalist und Dokumentarfilmer. Er war Korrespondent in Washington und Berlin, und Redaktionsleiter für aktuelle Berichterstattung in tagesschau und tagesthemen sowie für ARD-Sondersendungen aus dem Sendegebiet des  NDR.

## Wirken
Berbner studierte Geschichte, Politikwissenschaften und Germanistik in Heidelberg. 1991 wirkte er als Volontär beim NDR und war 1997 bis 2001 stellvertretender Redaktionsleiter beim Fernsehmagazin Panorama. Ab 2001 war er für die Auslandsredaktion des NDR im Bereich Feature und Dokumentation tätig. Am 1. Juni 2003 wurde er Korrespondent im ARD-Studio Washington.

## Dokumentationen
Berbner sorgte mit dem Dokumentarfilm Mit Gott gegen Darwin – Streit in den USA um die Abstammung des Menschen für Aufsehen. Im Film wird aufgezeigt, wie Kinder im US-Schulsystem von Lehrern, die dem christlichen Fundamentalismus angehören, bereits früh gegen die Wissenschaft und die Evolutionstheorie indoktriniert werden.
Nach der Ausstrahlung von Berbners Dokumentarfilm Das Diesel-Desaster warfen mehrere Medien Anfang 2019 dem darin als Experte auftretenden Lungenarzt Dieter Köhler schwerwiegende Fehler vor. Köhler räumte Rechenfehler ein, sah die „Gesamtaussage“ seines Papiers dadurch allerdings nicht berührt.
2023 erschien die ARD-Dokumentation (NDR und BR) Deutschland schaltet ab – Der Atomausstieg und die Folgen. Laut Volksverpetzer grenzt der Beitrag „an politische Agenda“. Berbner habe darin Zahlen von Atomkraftwerksbetreibern falsch in den Zusammenhang eingeordnet und unvollständig dargestellt, was zu einer falschen Interpretation führe.

## Werke
- 2004: Weltreisen – Unter dem Geisterhimmel von Alaska
- 2004: Die Bushs – Eine amerikanische Dynastie
- 2005: Mit Gott gegen Darwin – Streit in den USA um die Abstammung des Menschen
- 2006: Straße des Glücks – Der Pazifik-Highway
- 2010: Alaskas Vulkaninseln – Die Alĕuten
- 2014: Brennende Wasserhähne: Wie gefährlich ist Fracking? (Panorama-Sendung, 4. September 2014)
- 2018: Das Diesel-Desaster („Exclusiv im Ersten“, 7. Januar 2019)[7]